# كأس أوكرانيا 1992
كأس أوكرانيا 1992 (بالأوكرانية: Кубок України з футболу 1992)‏ هو الموسم 1 من كأس أوكرانيا. أقيم خلال الفترة 16 فبراير 1992 وحتى 31 مايو 1992، وأشرف على تنظيمه اتحاد أوكرانيا لكرة القدم، وكان عدد الأندية المشاركة فيه 45، وفاز فيه تشورنومورتس أوديسا.